# Mertensiella caucasica
Mertensiella caucasica é uma espécie de anfíbio caudado pertencente à família Salamandridae. Pode ser encontrada na Turquia e na Geórgia.